# Stereogum
Stereogum je internetová publikace, která se věnuje hudebním novinkám, recenzím a rozhovorům. Webovou stránku založil v lednu 2002 Scott Lapatine.  
Stereogum získala několik ocenění, včetně ceny PLUG za hudební blog roku, ceny Powergeek 25 od Blenderu a ceny Entertainment Weekly za nejlepší hudební weby. V roce 2011 Stereogum vyhrála cenu Hudební Blog Roku deníku The Village Voice. 

## Historie
Stránka byla pojmenována po textu z písně „Radio #1“ od francouzského elektronického dua Air.
Na konci roku 2006 společnost Stereogum obdržela investici od soukromé investiční společnosti Boba Pittmana The Pilot Group. V listopadu 2007 jí koupila společnost SpinMedia (dříve známá jako Buzz Media). V dubnu 2008 byla spuštěna sesterská stránka Videogum, zaměřená na televizi, filmy a webová videa. Videogum byla ovšem později uzavřena.
V prosinci 2016 společnost Eldridge Industries získala SpinMedia prostřednictvím skupiny Hollywood Reporter-Billboard Media Group za nezveřejněnou částku.
První akci Stereogum SXSW v roce 2006 moderoval tehdy začínající komik Aziz Ansari a hlavního představení se ujal Ted Leo. V následujících letech akce Stereogum zahrnovaly představení od Bena Gibbarda, Sky Ferreira, Mitski, Beach House, St. Vincent, Deerhunter, Japanese Breakfast, Rico Nasty a dalších populárních interpretů.
V sekci aktivních komentářů se účastní populární hudebníci, jako například Father John Misty, Rivers Cuomo z Weezer a Robin Pecknold z Fleet Foxes.
V červenci 2017 vytvořila skupina Arcade Fire parodický web nazvaný Stereoyum „Předčasné předčasné hodnocení“ s hodnocením jejich tehdy připravovaného alba Everything Now.
V lednu 2020 bylo oznámeno, že Scott Lapatine, zakladatel a šéfredaktor webu, dosáhl dohody o koupi Stereogumu od společnosti Hollywood Reporter-Billboard Media Group, čímž se Stereogum opět stal nezávislou publikací.
Redaktor Tom Breihan začal v lednu 2018 psát sloupek s názvem „The Number Ones“, ve kterém hodnotí, analyzuje a poskytuje historický kontext pro každý singl umístěný na prvním místě na žebříčku Billboard Hot 100. V listopadu 2022 vydalo nakladatelství Hachette Book Group knihu o hudební historii od Breihana, The Number Ones: Twenty Chart-Topping Hits That Reveal The History Of Pop Music, založenou na jeho sloupku.
V červenci 2023 Breihan začal psát sloupek dostupný pro předplatitele webu, ve kterém poskytuje recenze na singly, které se umístily na prvním místě na žebříčku Alternative Songs.

## Alba roku
| Rok  | Interpret          | Název alba                        | Reference |
| ---- | ------------------ | --------------------------------- | --------- |
| 2009 | Animal Collective  | Merriweather Post Pavilion        | [ 10 ]    |
| 2010 | Kanye West         | My Beautiful Dark Twisted Fantasy | [ 11 ]    |
| 2011 | Girls              | Father, Son, Holy Ghost           | [ 12 ]    |
| 2012 | Fiona Apple        | The Idler Wheel...                | [ 13 ]    |
| 2013 | Kanye West         | Yeezus                            | [ 14 ]    |
| 2014 | Run The Jewels     | Run The Jewels 2                  | [ 15 ]    |
| 2015 | Grimes             | Art Angels                        | [ 16 ]    |
| 2016 | Beyoncé            | Lemonade                          | [ 17 ]    |
| 2017 | Lorde              | Melodrama                         | [ 18 ]    |
| 2018 | Kacey Musgravesová | Golden Hour                       | [ 19 ]    |
| 2019 | Lana Del Rey       | Norman Fucking Rockwell           | [ 20 ]    |
| 2020 | Fiona Apple        | Fetch the Bolt Cutters            | [ 21 ]    |
| 2021 | The War on Drugs   | I Don't Live Here Anymore         | [ 22 ]    |
| 2022 | Alvvays            | Blue Rev                          | [ 23 ]    |
| 2023 | Wednesday          | Rat Saw God                       | [ 24 ]    |
| 2024 | Charli XCX         | Brat                              | [ 25 ]    |

## Hudební vydání
V roce 2007 web u příležitosti desátého výročí vydání alba OK Computer od kapely Radiohead vydal hudební album Stereogum Presents… OKX: A Tribute to OK Computer. To obsahuje coververze písní z původní desky od interpretů, jako byli Marissa Nadler, Vampire Weekend a My Brightest Diamond. 
Podobně později vyšla alba coververzí z desek Automatic for the People od R.E.M., Post od Björk, Is This It od The Strokes.
V roce 2020 byla v rámci snahy o získání finančních prostředků na udržení provozuschopnosti a nezávislosti webu vydáno kompilační album coververzí písní z nultých let dvacátého prvního století od různých umělců s názvem Save Stereogum: An '00s Covers Comp. Celkem v rámci kampaně bylo vybráno přes 370 tisíc dolarů z darů. Album debutovalo na 1. místě v žebříčku kompilačních alb Billboardu a na 11. místě v žebříčku nejprodávanějších alb Billboardu.